# Kan (unidad maya)

Glífo de códice que caracteriza al kan

El kan (k'an en maya clásico reconstruido) es el cuarto día del sistema calendárico del tzolkin y simboliza al maíz maduro. Otras asociaciones relacionadas con este día es el «rumbo sur», el color amarillo y el dios E o dios del maíz.  Este día, al simbolizar al cultivo del maíz, evocaba a la germinación y madurez sexual.  Al igual que el imix este día era un día para agradecer la abundancia y la fertilidad,  por ello el nexo entre ambos días en la cultura maya.